# Barbara Kuebel
Barbara Kuebel (auch Barbara Kübel; * 1969 in Linz) ist eine österreichische Künstlerin.

## Leben und Wirken
Barbara Kuebel studierte an der Akademie der bildenden Künste Wien Malerei bei Anton Lehmden und Kunstpädagogik bei Herwig Zens. Danach absolvierte sie ein Studium der Sozialpsychologie in Großbritannien und an der Walden University in Minnesota, USA.
Im Rahmen eines Artist in Residence Programmes arbeitete sie einige Zeit am Institut Hartheim in Oberösterreich.
Bei einem Studienaufenthalt in Berlin widmete sie sich der Fotografie und der Comic-Zeichnung. Schwerpunkte ihrer Arbeit sind Holzschnitte und Druckgrafiken. Grundlage des Schaffensprozesses Barbara Kuebels ist die Zeichnung. Sie malt reduzierte und abstrakte Ölbilder mit oft monochromen, großflächigem Farbauftrag auf Leinwand. Für ihre Holzdrucke verwendet sie Bauholzplatten, in die sie direkt, ohne vorher zu skizzieren, schneidet.
Sie wurde mit dem Grafikpreis der Akademie der bildenden Künste Wien ausgezeichnet und war 2020 Finalistin des NDA No DEad Artist Award der Jonathan Ferrara Gallery in New Orleans. Die Künstlerin ist im Bereich Holzschnitt auf internationalen Ausstellungen vertreten, unter anderem in Deutschland, Großbritannien, Frankreich, USA, Österreich und der Schweiz.
Als Kunstlehrerin unterrichtete Barbara Kuebel von 1996 bis 2004 an Schulen in Österreich, der Schweiz und den Niederlanden. Von 2009 bis 2012 war sie als Kunsttherapeutin in Maastricht tätig und von 2016 bis 2018 in Basel.
Sie lehrte auch an der Associação Comunitária Micael (ACOMI) in Sao Paulo in Brasilien.
Kübel ist Mitglied der Berufsvereinigung bildender Künstler Oberösterreichs und der Vereinigung Kunstschaffender Oberösterreichs in Linz sowie von Xylon in der Schweiz. Arbeiten von Barbara Kuebel wurden von der Stadt Linz und dem Bundeskanzleramt Wien angekauft.
Barbara Kuebel lebte in Österreich, der Schweiz, den Niederlanden, Brasilien und den Vereinigten Staaten. 2024 lebt und arbeitet sie in Großbritannien.

## Ausstellungen (Auswahl)
- 1996 Statements, gemeinsam mit Ula Schneider, Cult Galerie Wien
- 2000 Augenstücke, Nordico, Linz (Beteiligung)
- 2011 Internationale Druckgrafik Triennale Wallsee 2010, Schloss Sankt Peter in der Au (Beteiligung)
- 2014 Impuls Fanny Newald, Berufsvereinigung bildender Künstler Oberösterreichs, Linz (Beteiligung)
- 2017 Nextcomic-Festival Linz (Beteiligung)[3]
- 2017 Sammeln Kunst-Schaffende Kunst?, Vereinigung Kunstschaffender Oberösterreichs, Linz (Beteiligung)
- 2019 gleich ist nicht gleich, Österreichisches Papiermachermuseum Laakirchen-Steyrermühl (Beteiligung)
- 2020 The Other Art Fair, Chicago (Beteiligung)
- 2020 NDA No DEad Artist, Jonathan Ferrara Gallery, New Orleans, USA[4]
- 2020 KAI LIN Art, Atlanta
- 2020 10th Printmaking Biennial Douro, Portugal
- 2021 TOAF Chicago by Saatchi art, TOAF Dallas by Saatchi art
- 2021 Tokyo International Art Fair 2021, Tokyo, Japan
- 2023 NDA No DEad Artist, Jonathan Ferrara Gallery, New Orleans
- 2023 Origins, Rhodes Contemporary Art, London (Beteiligung)[5]

## Auszeichnungen
- Grafikpreis der Akademie der bildenden Künste Wien
- 2020 Finalistin des NDA No DEad Artist Award, Jonathan Ferrara Gallery, New Orleans, USA[6]